# Nevena Damjanović
Nevena Damnjanović (serbisk: Невена Дамјановић; født 12. april 1993) er en serbisk fodboldspiller, der spiller for Fortuna Hjørring i Elitedivisionen. Hun flyttede Danmark i 2015, efter fem sæsoner i den serbiske liga for sin daværende klub ŽFK Spartak Subotica.